# NGC 484
NGC 484 је елиптична галаксија у сазвежђу Тукан која се налази на NGC листи објеката дубоког неба.
Деклинација објекта је - 58° 31' 28" а ректасцензија 1h 19m 34,8s. Привидна величина (магнитуда) објекта NGC 484 износи 11,2 а фотографска магнитуда 12,2. NGC 484 је још познат и под ознакама ESO 113-36, PGC 4764.